# 我們的祖國 (東德)
《我們的祖國》（德語：Unsere Heimat，又可譯作「我們的家園」）是一首德意志民主共和國（東德）恩斯特·台爾曼先鋒組織的歌曲。該歌曲由赫伯特·凱勒作詞，由漢斯·諾米爾卡特作曲。

## 內容
這首歌描寫了與自然的豐盛與地上的存在。不僅是「地上的動物」，還有「天空中的鳥兒」、「河流裡的魚兒」、「森林裡的林木」、「草地上的青草」與「田園裡的穀物」。
《我們的祖國》是東德在戰後最流行的歌曲之一。該歌曲會在音樂課上被教授，並往往由兒童合唱團演唱。這首歌於1951年創作，並對「祖國」的概念作出與納粹主義相異的詮釋。隨時間推移，這首歌被作為宣揚社會主義祖國與東德意識形態的頌歌。

## 流行文化
在2003年的電影《再見列寧！》中，該曲多次被先鋒隊員歌唱。

## 歌詞
| Unsere Heimat, das sind nicht nur die Städte und Dörfer, unsere Heimat sind auch all die Bäume im Wald. Unsere Heimat ist das Gras auf der Wiese, das Korn auf dem Feld und die Vögel in der Luft und die Tiere der Erde und die Fische im Fluß sind die Heimat. Und wir lieben die Heimat, die schöne und wir schützen sie, weil sie dem Volke gehört, weil sie unserem Volke gehört. | 我們的祖國，不僅是城市和村莊， 我們的祖國還是森林裡的林木。 我們的祖國是草地上的青草， 是田園裡的穀物和天空中的鳥兒 以及地上的動物 河流裡的魚兒也是祖國。 而且我們熱愛美麗的祖國 並會保衛它， 因為它屬於人民， 因為它屬於我們人民。 |

## 延伸閱讀
- Confino, Alon. . Chapel Hill: University of North Carolina Press. 2006. ISBN 0-8078-3042-9.

## 外部連結
- Orchestervariationen über "Unsre Heimat", Op. 41 (Wilhelm Lutter)：国际乐谱典藏计划上的乐谱
- YouTube上的"Unsere Heimat", audio with images from Germany，埃里希-魏納特合奏團（英语：Erich-Weinert-Ensemble），1990年